# EFF DES cracker

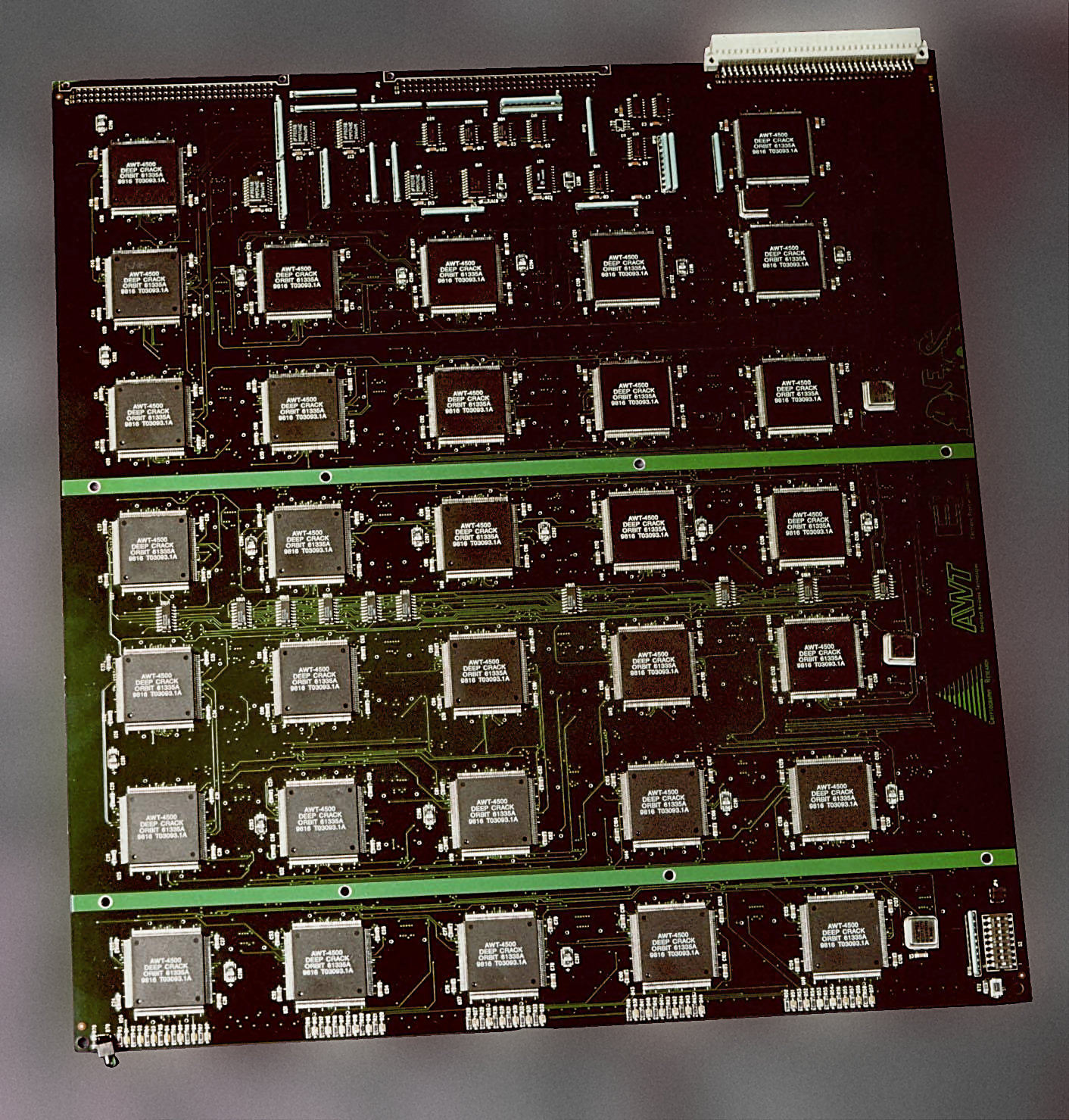
La màquina per trencar el DES de la Electronic Frontier Foundation costava $250.000, contenia 1.856 xips a mida i podia trobar una clau DES amb un atac per la força bruta en qüestió de dies - la foto mostra una placa de circuits DES Cracker de doble cara amb 64 xips Deep Crack

En criptografia, el EFF DES cracker (sobrenomenat «Deep Crack») és una màquina construïda per la Electronic Frontier Foundation (EFF) el 1998 per realitzar una recerca per la força bruta de l'espai de claus del sistema de xifratge DES - és a dir, per desxifrar un missatge xifrat provant cada clau possible. El propòsit de fer-ho era demostrar que la clau de DES ja no era prou segura.

## Antecedents
DES fa servir una clau de 56 bits, el que vol dir que hi ha 256 claus possibles amb les quals es pot xifrar un missatge. Això és exactament 72.057.594.037.927.936, o aproximadament 72 mil bilions, de claus possibles. Quan DES s'aprovava com a estàndard federal el 1976, una màquina prou ràpida per provar aquesta quantitat de claus en un termini prudencial hauria costat una quantitat irracional de diners per construir-la.

## Els desafiaments DES
Des que DES era un estàndard federal, el Govern federal dels Estats Units fomentava l'ús de DES per a totes les dades no-classificades. RSA Security desitjava demostrar que la llargada de la clau de DES no era suficient per assegurar-ne la seguretat, així que va establir els Desafiaments del DES el 1997, oferint un premi monetari. El primer DES Challenge era resolt en 96 dies pel projecte DESCHALL liderat per Rocke Verser a Loveland, Colorado. RSA Security va establir el DES Challenge II-1, que era resolt per distributed.net en 41 dies el gener i febrer de 1998.
El 1998, l'EFF construïa Deep Crack per menys de $250.000. En resposta a DES Challenge II-2, el 17 de juliol, de 1998, Deep Crack desxifrava un missatge xifrat de DES després de només 56 hores de treball, guanyant $10.000. Aquest era el cop final a DES, contra el qual hi havia ja alguns atacs criptoanalitics publicats. L'atac per la força bruta mostrava que trencar DES era de fet una proposició molt pràctica. Per a governs ben dotats o corporacions, construir una màquina com Deep Crack no seria cap problema.
Sis mesos més tard, en resposta a RSA Security's DES Challenge III, i en la col·laboració amb distributed.net, l'EFF fa servir Deep Crack per desxifrar un altre missatge xifrat de DES, guanyant uns altres $10.000. Aquesta vegada, l'operació durava menys d'un dia - 22 hores i 15 minuts. El desxifratge es completava el 19 de gener, de 1999. L'octubre d'aquell any, DES es reafirmava com a estàndard federal, però aquesta vegada l'estàndard recomanava Triple DES (també conegut com a 3DES o TDES).
L'espai clau petit de DES, i els costos computacionals relativament alts de triple DES varen resultar en la seva substitució per AES com a estàndard Federal, efectiu el 26 de maig, de 2002.

## Tecnologia

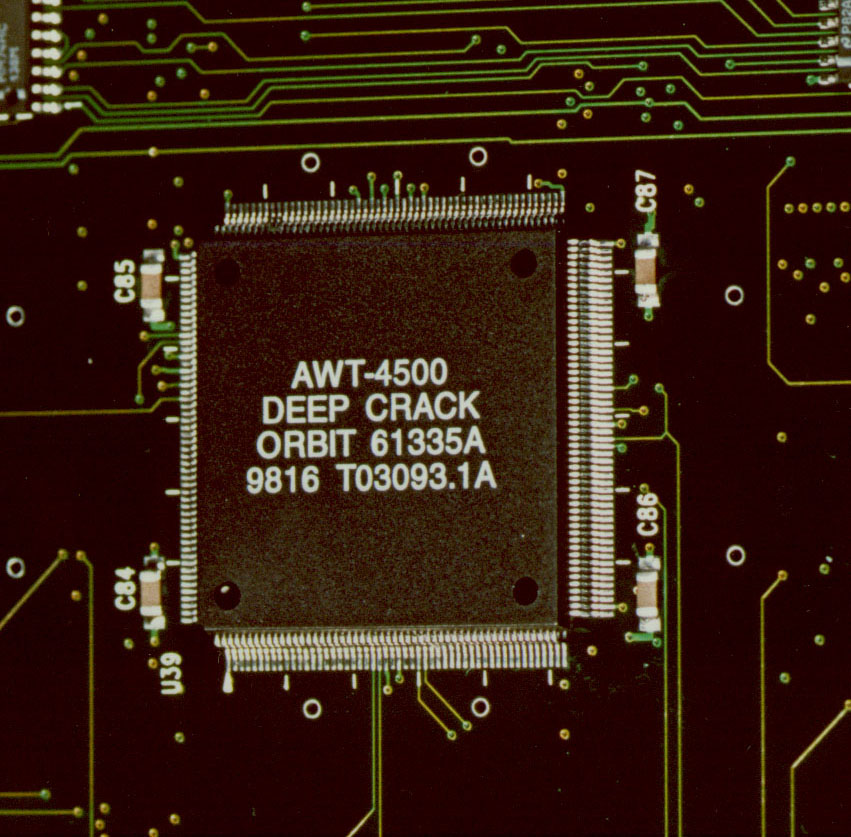
The EFF's DES cracker "Deep Crack" custom microchip.

Deep Crack estava dissenyat per Cryptography Research, Inc.; Advanced Wireless Technologies i l'Electronic Frontier Foundation. El dissenyador principal era Paul Kocher, president de Cryptography Research, Inc.. Advanced Wireless Technologies construïen 1856 xips ASIC a mida (anomenats Deep Crack o Awt-4500), allotjats en 29 plaques de circuits de 64 xips cadascuna. Les plaques s'encaixaven llavors a sis armaris i es muntaven en un chasis de Sun-4/470. La recerca era coordinada per un single Pc que assignava gammes de claus als xips. La màquina sencera era capaç de provar sobre 90000 milions de claus per segon. Aproximadament caldrien 9 dies per provar cada clau possible a aquella velocitat. De mitjana, la clau correcta es trobaria en la meitat del temps.
El 2006, una altra màquina d'atac per maquinari a mida era dissenyada basada en FPGAs. COPACOBANA (COst-optimized PArallel COdeBreaker) presenta una actuació similar a Deep Crack a cost considerablement més baix. Aquest avantatge és degut principalment a l'avenç a la tecnologia de CIs.